# Chi Tô hạp
Chi Tô hạp (danh pháp khoa học: Altingia) là một chi chứa khoảng 11 loài thực vật có hoa trong họ Tô hạp (Altingiaceae), trước đây thường được coi là có liên quan tới họ Kim lũ mai (Hamamelidaceae). Chi này có nguồn gốc ở đông nam châu Á, bao gồm Bhutan, Campuchia, nam Trung Quốc, Ấn Độ, Indonesia, Lào, Malaysia, Myanma, Thái Lan và Việt Nam. Tên gọi phổ biến của các loài trong chi này là tô hạp.
Các loài trong họ này là cây thân gỗ với lá thường xanh, cao tới 10–50 m. Các lá sắp xếp thành vòng xoắn, với các lá đơn không xẻ thùy, dài 4–15 cm và rộng 2–7 cm, mép lá có khía răng cưa. Hoa mọc dày dặc thành cụm hình cầu, tương tự như ở chi có quan hệ họ hàng gần là chi Sau sau (Liquidambar).
Một số chứng cứ di truyền học gần đây cho rằng chi Altingia nên hợp nhất vào chi Liquidambar theo định nghĩa rộng, nhưng các chứng cứ khác lại cho rằng việc tách rời hai chi này là hợp lý (Ickert-Bond 2004).
Các phân tích dựa trên một số dấu hiệu phân tử cho thấy Altingia lồng ghép trong Liquidambar, và Semiliquidambar có nguồn gốc lai ghép giữa Liquidambar formosana – Liquidambar acalycina và Altingia obovata hoặc Altingia chinensis.
Dựa theo các nghiên cứu này, năm 2013 Stefanie M. Ickert-Bond và Jun Wen sáp nhập 2 chi Altingia và Semiliquidambar vào chi Liquidambar (theo nguyên tắc ưu tiên tên gọi được thiết lập trước), với tổng cộng 15 loài được công nhận.

## Các loài
Khi được công nhận là chi độc lập với Liquidambar thì nó bao gồm các loài sau:
- Altingia cambodiana
- Altingia chinensis
- Altingia excelsa
- Altingia gracilipes
- Altingia multinervis
- Altingia obovata
- Altingia poilanei
- Altingia siamensis (đồng nghĩa: Altingia tenuifolia)
- Altingia yunnanensis

## Hình ảnh

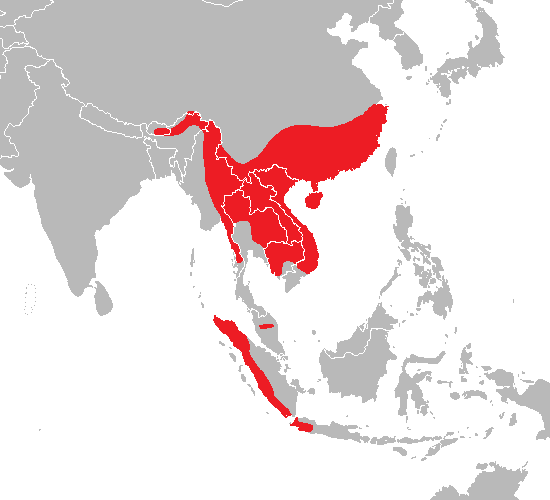
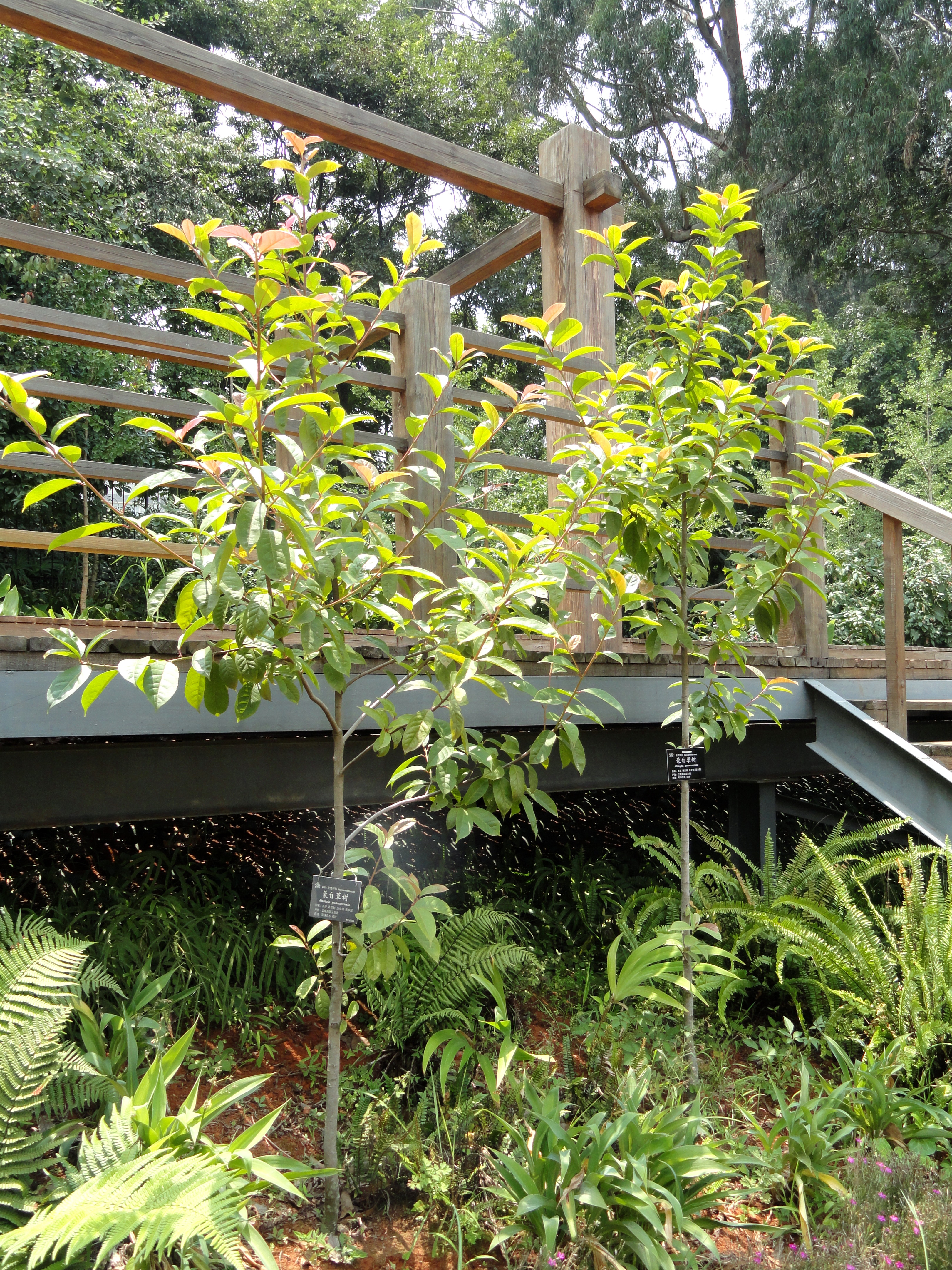